# Alto y bajo clero

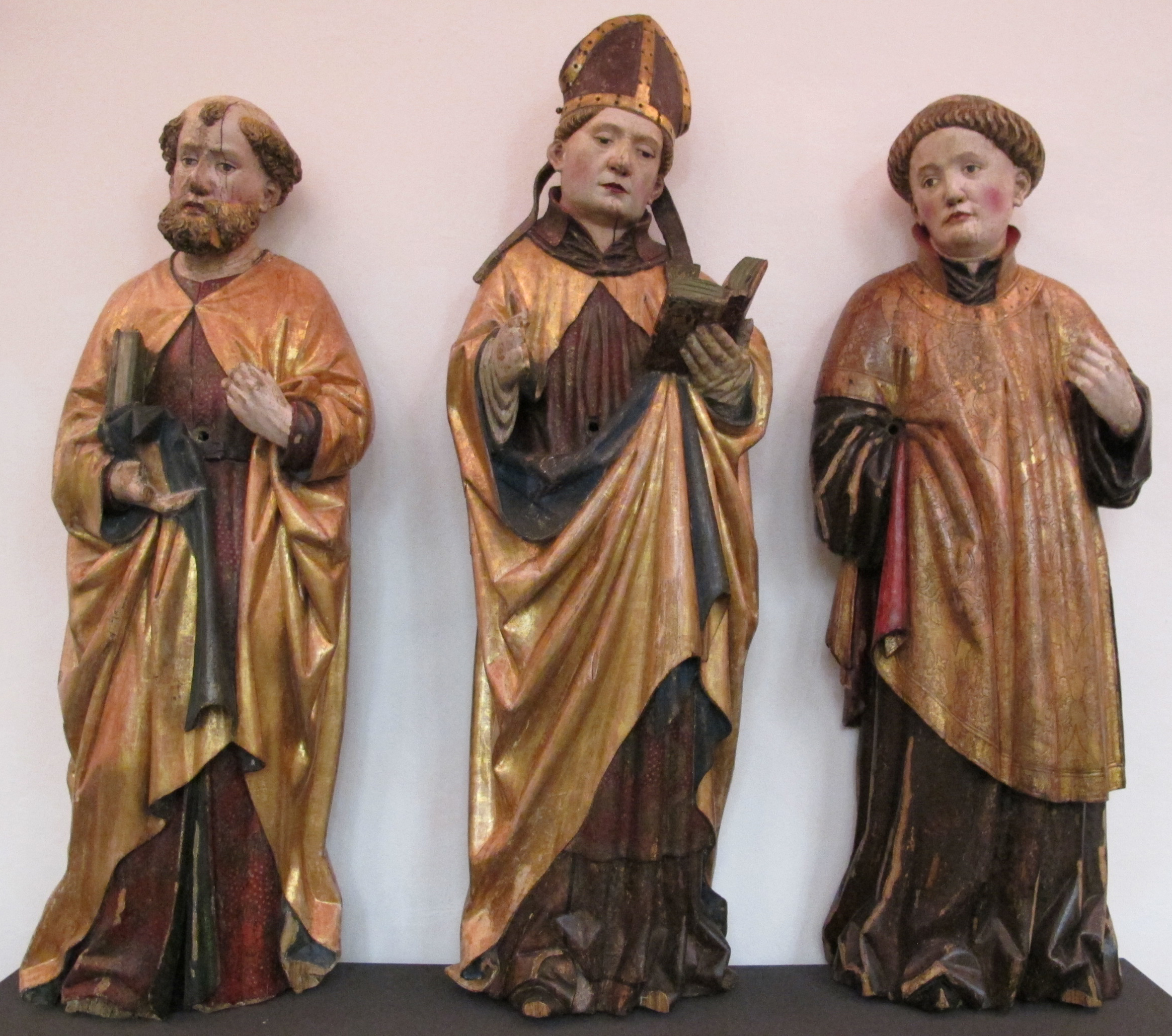
San Pedro, un obispo y un diácono, tallas de un retablo alemán de mediados del.

Alto y bajo clero o clero superior e inferior, historiográficamente, es la principal división social dentro del clero; y se extiende tanto al clero secular como al clero regular.
En la Edad Media, la diferencia de condiciones socioeconómicas y cultura entre el bajo clero y el alto clero era enorme. El clero forma parte de los tres estamentos. Colocando al clero y a la nobleza en el segundo estamento. En el Antiguo Régimen, sociológicamente, el bajo clero (frailes, monjes y clero parroquial) procedía de familias campesinas acomodadas y del artesanado urbano; mientras que el alto clero procedía, en su cúspide, de la alta nobleza y las familias reales, y en su mayor parte (canónigos, abades y priores), de la baja nobleza y el patriciado urbano. Las ventajas que proporcionaba la pertenencia al clero, su estrecha vinculación con los estudios universitarios, y la facilidad con que se accedía a las órdenes menores incrementó de forma notable el número de "abates" (incluso existían los "clérigos de corona", que tras recibir la tonsura, no toman órdenes menores ni mayores, pero pueden gozar de beneficios eclesiásticos), mientras que la "cura de almas" podía no estar suficientemente atendida. El impacto de la revolución liberal, de grado diferente en cada periodo y país (constitución civil del clero, desamortización, exclaustración, supresión del diezmo y los señoríos eclesiásticos, laicización de la legislación, separación Iglesia-Estado), privó al clero de su poder económico y su condición de estamento privilegiado, con lo que la distinción entre alto y bajo clero dejó de tener tanto sentido.
Dentro del clero secular, el alto clero se identifica con el clero catedral y el clero colegial (los clérigos de las catedrales y de las colegiatas -véase también canónigo y cabildo-); y el bajo clero con el clero parroquial y el clero beneficial (los clérigos a cargo de las parroquias y los que poseen un beneficio eclesiástico, aunque obviamente, según la importancia de la parroquia -algunas con categoría de arciprestazgo- o de los beneficios, que en algunos casos incluso se podían acumular, la importancia del clérigo podía ser mucho mayor -véase también presbítero y órdenes menores-). En la jerarquía eclesiástica, por encima de todos ellos está el "clero de primer orden": el Papa, los cardenales, obispos, arzobispos y demás prelados.

... la distinción entre alto y bajo era más honorífica que económica, pues algunos beneficiados y muchos párrocos tenían mayores ingresos que los racioneros, medios racioneros y aun que los canónigos de ciertas diócesis pobres. Lo mismo puede decirse de los estratos que pueden advertirse dentro de este amplio sector: la clasificación más obvia, o sea, curas párrocos, de una parte; beneficiados y capellanes, de otra, se basaba en las funciones, pues la variedad de situaciones materiales era grandísima. No obstante, había entre todos ciertas notas comunes: predominio del medio rural, facilidad de paso de un sector a otro, ingresos en general modestos y, por consiguiente, escasa apetencia de las altas clases sociales por estas categorías; bajo nivel de instrucción.
Antonio Domínguez Ortiz

El arzobispo de Toledo disfrutaba de unas rentas anuales que ascendían a tres millones de reales; los obispos de Barbastro, Tudela, Tuy y Albarracín sobrevivían con menos de cien mil reales... Las divisiones territoriales y la desigual distribución de la riqueza son claros ejemplos del desequilibrio y de la confusión característicos de la estructura administrativa de la Iglesia.

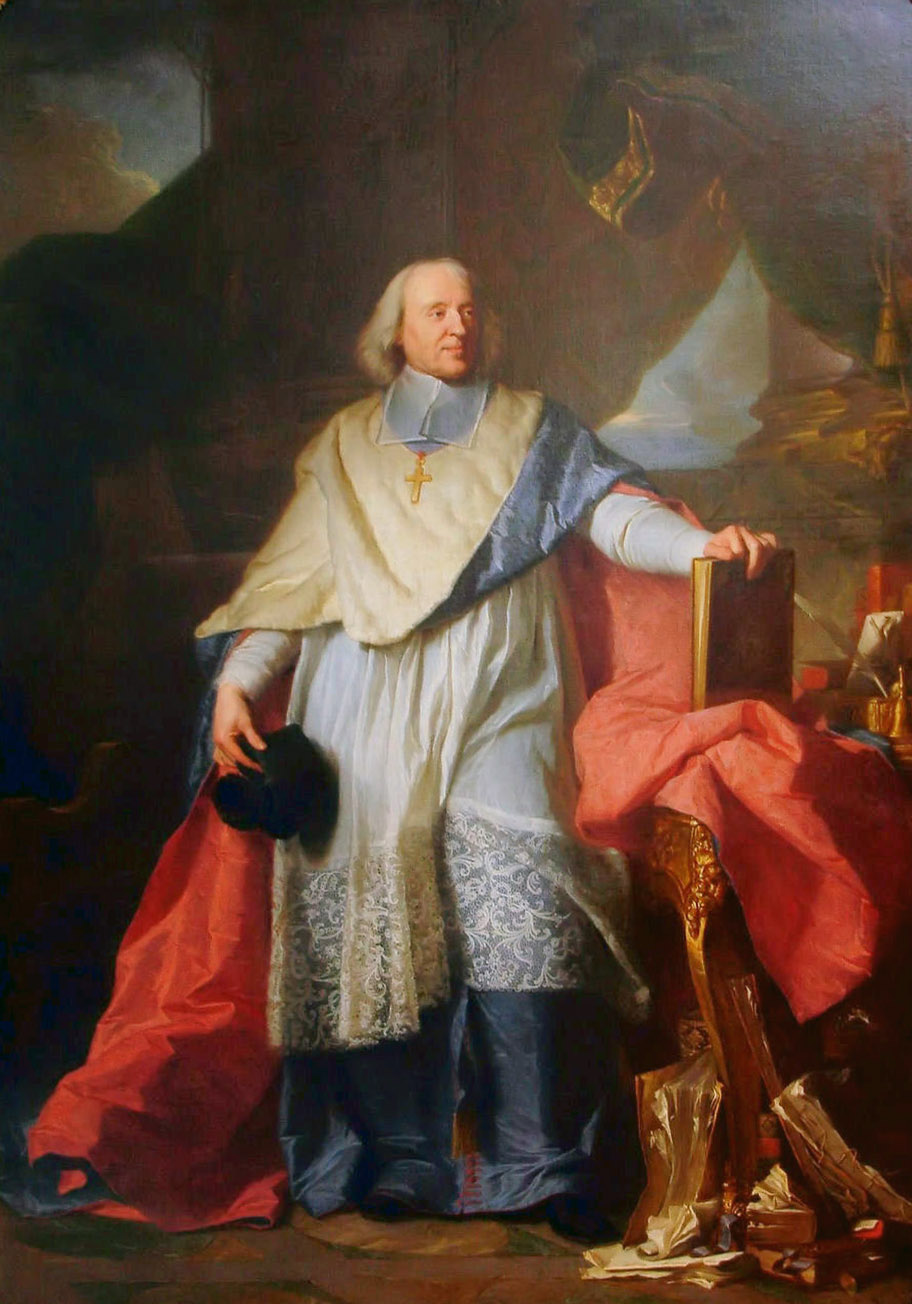
Jacques-Bénigne Bossuet, obispo de Condom, finales del siglo XVII (Hyacinthe Rigaud)
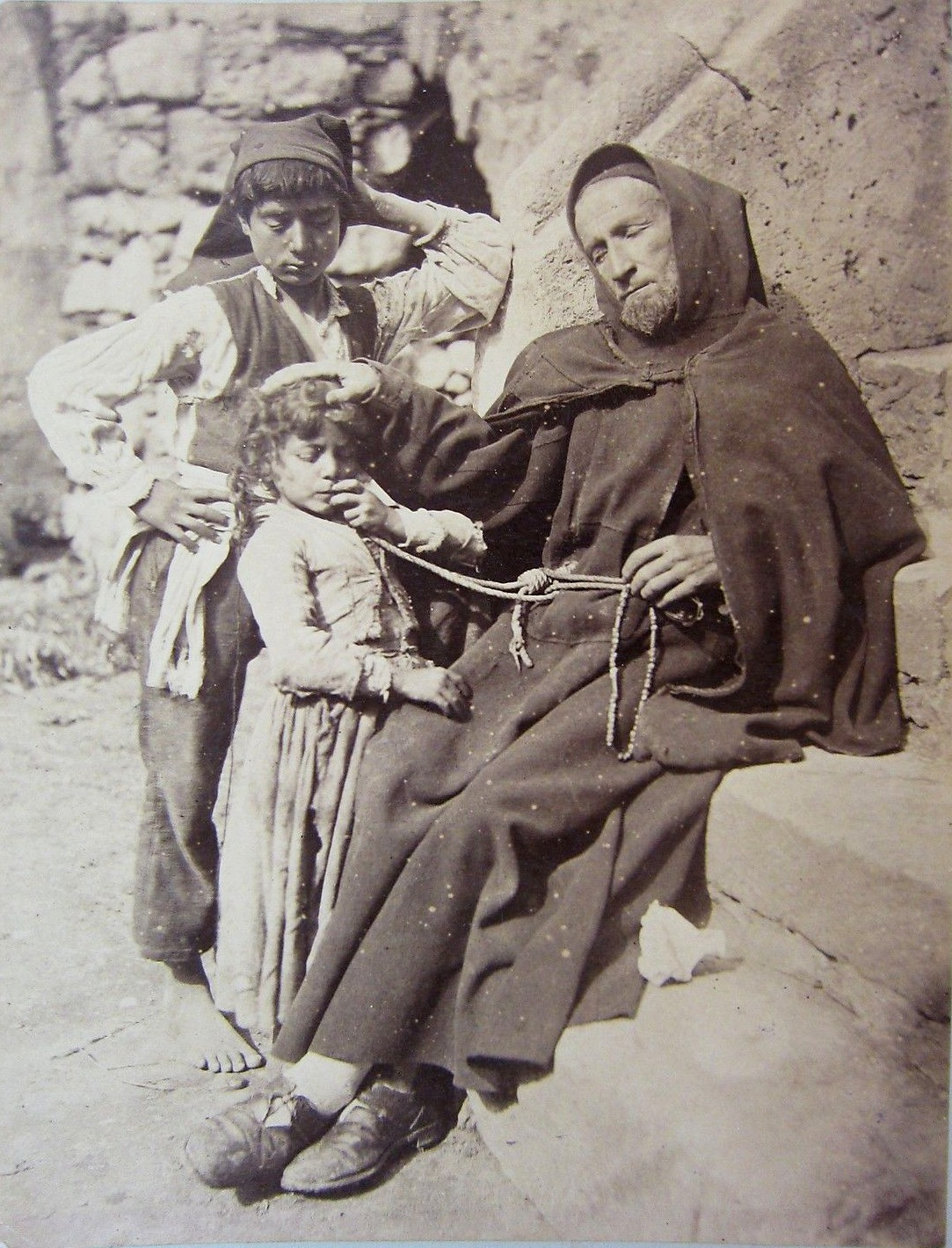
Fraile siciliano, finales del siglo XIX. (Wilhelm von Gloeden)
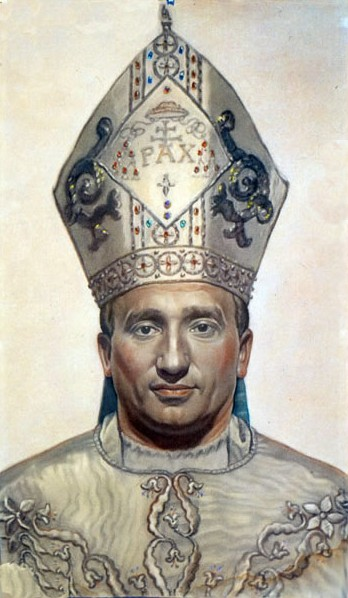
El abad mitrado del monasterio de Samos, mediados del siglo XX. (Benito Prieto Coussent)